# Сант-Анджело-дей-Ломбарді
Сант-Анджело-дей-Ломбарді (італ. Sant'Angelo dei Lombardi) — муніципалітет в Італії, у регіоні Кампанія,  провінція Авелліно.
Сант-Анджело-дей-Ломбарді розташований на відстані близько 250 км на південний схід від Рима, 80 км на схід від Неаполя, 34 км на схід від Авелліно.
Населення — 4144 особи (2014).
Щорічний фестиваль відбувається 29 вересня. Покровитель — святий Архангел Михаїл.

## Демографія
Населення за роками:

Станом на 1 січня 2023 року в муніципалітеті офіційно проживало 189 іноземців з 35 країн, серед них 47 громадян країн Євросоюзу та 13 громадян України.

## Сусідні муніципалітети
- Гуардія-Ломбарді
- Ліоні
- Морра-Де-Санктіс
- Нуско
- Рокка-Сан-Феліче
- Торелла-дей-Ломбарді
- Вілламаїна